# 司馬暢
司馬 暢（しば ちょう、? - ?）は、西晋の皇族。字は玄舒。扶風武王司馬駿の子で、司馬懿の孫にあたる。

## 人物
太康6年（286年）、司馬暢の父司馬駿が世を去り、司馬暢が扶風王の職位を継ぐと、司馬暢は封国を彼の弟司馬歆に配るよう朝廷に要請した。
太康10年（289年）、順陽王に改封された。司馬暢は封国に赴任したが、現地でわがまま勝手に振る舞い、次官の順陽内史が赴任するたびに誣告して罪に陥れていた。しかし吾彦が順陽内史に赴任すると、誣告する隙がなかったので、逆に褒めあげて栄転を推薦することで、吾彦がいなくなることを願った。吾彦はしばらくして、員外散騎侍郎として中央に戻っていった。
永嘉元年(311)年4月、劉聡が西晋の首都洛陽を攻撃して陥落させ、晋懐帝司馬熾を捕らえた時、司馬暢は行方不明になったという。 司馬暢には司馬劭という息子がいたが、すでに叔父司馬歆の後嗣を継いだ状態だった。 そして、司馬劭も父と同じ時期に永嘉の乱当時の石勒に殺された。